# Flainval
Flainval település Franciaországban, Meurthe-et-Moselle megyében. Lakosainak száma 161 fő (2022. január 1.). Flainval Anthelupt, Crévic, Dombasle-sur-Meurthe, Hudiviller és Sommerviller községekkel határos.

## Népesség
A település népességének változása:
| Lakosok száma | 90   | 124  | 133  | 191  | 209  | 201  | 204  | 203  | 189  | 161  |
|               | 1968 | 1982 | 1990 | 2006 | 2013 | 2015 | 2017 | 2019 | 2020 | 2022 |